# Julianowo (województwo pomorskie)
Julianowo – wieś w Polsce, położona w województwie pomorskim, w powiecie kwidzyńskim, w gminie Prabuty.
W latach 1975–1998 wieś administracyjnie należała do województwa elbląskiego.